# Godoy Moreira
Godoy Moreira is een gemeente in de Braziliaanse deelstaat Paraná. De gemeente telt 3.616 inwoners (schatting 2009).